# Walter Karlen

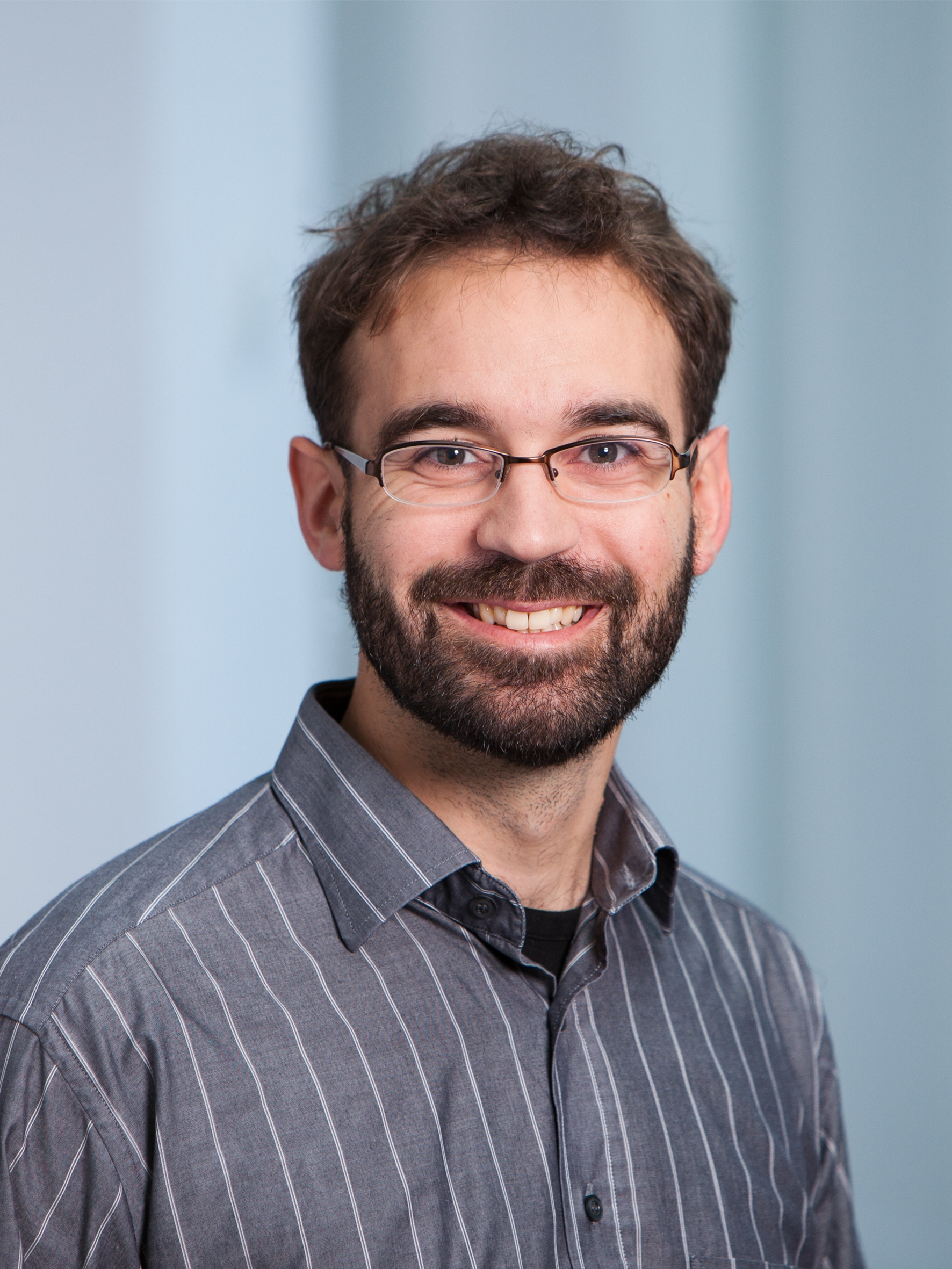
Walter Karlen

Walter Karlen (* 8. November 1979 in St. Gallen) ist ein Schweizer Ingenieur und Hochschullehrer. Er ist Professor für Biomedizinische Technik und Leiter des Instituts für Biomedizinische Technik an der Universität Ulm.

## Leben
Walter Karlen wuchs in Arbon, Uhwiesen, Le Mont-sur-Lausanne und Brig-Glis auf, wo er das Kollegium Brig besuchte und mit der Matura (Typ C) 1999 abschloss. Dann studierte er Mikrotechnik an der École polytechnique fédérale de Lausanne (EPFL) und schloss als M. Sc in 2005 ab. Anschliessend war er Assistent im Laboratory of Intelligent Systems der EPFL unter der Leitung von Dario Floreano. Während dieser Zeit war er auch Berater der Solar Impulse S. A. für die physiologische Überwachung unter Extrembedingungen. Seine Doktorarbeit führte zur Dissertation mit dem Titel Adaptive wake and sleep detection for wearable systems und seiner Promotion in 2009.
Ab 2009 setzte Karlen seine Forschung als Postdoctoral Fellow der Electrical and Computer Engineering in Medicine Group an der University of British Columbia, Vancouver, Kanada, fort. Einen weiteren Forschungsaufenthalt auf dem Gebiet der mobilen Gesundheitsüberwachung verbrachte er an der Universität Stellenbosch in Südafrika. Von 2014 bis 2020 war er Assistenzprofessor an der ETH Zürich und konnte dort das Mobile Health Systems Laboratory aufbauen.
Im Frühling 2021 wechselte Karlen an die Universität Ulm, wo er ordentlicher Professor und Direktor des Instituts für Biomedizinische Technik ist.

## Weitere Tätigkeiten
- Projekt SleepLoop der Hochschulmedizin Zürich.[5]

## Auszeichnungen
- 2013: Dorothy J. Killam Memorial Postdoctoral Prize der University of British Columbia[6]
- Rising Stars in Global Health, Grand Challenges Canada.[5]

## Veröffentlichungen
- Liste von IEEE-Veröffentlichungen[7]
- Die Covid-19-App – ein Public Health Wearable? SATW, 12. November 2020, abgerufen am 26. Mai 2021.
- Mitherausgeber: Automation in medicine: from homecare to clinical applications. de Gruyter Oldenbourg, Berlin 2018